# Thomas Form
Thomas Form (* 1959 in Wolfenbüttel als Sohn von Peter Form) ist ein deutscher Manager der Volkswagen AG sowie Honorarprofessor der TU Braunschweig und der WH Zwickau.

## Leben
Form studierte von 1980 bis 1987 an der TU Braunschweig und schloss seinen Diplom-Ingenieur in Elektrotechnik und Elektronik ab. Er promovierte anschließend von 1987 bis 1992 am hiesigen Institut für Nachrichtentechnik. Bis 2002 arbeitet er bei der Volkswagen AG als Teamleiter im Zentrum für Elektromagnetische Verträglichkeit und wurde Ende 2002 zum Leiter der Infotainmententwicklung für Telefon, Telematik und Antennensysteme ernannt. Ab dem Jahre 2005 übernahm Form als Professor den Lehrstuhl für Elektronische Fahrzeugsysteme im Institut für Regelungstechnik an der TU Braunschweig und führte das Team „CarOLO“ bis ins Finale der DARPA Urban Challenge des US Verteidigungsministeriums in Victorville, Kalifornien. In Zusammenarbeit mit der TU Braunschweig und der Volkswagen AG initiierte er 2008 den jährlich stattfindenden, internationalen Hochschulwettbewerb Carolo-cup.
2007 kehrte er zur Volkswagen AG zurück und leitete die Fahrzeugprojektsteuerung, bis er 2009 zum Leiter der Forschung Elektronik und Fahrzeuge ernannt wurde. Seit 2019 wirkt er als Leiter des autonomen Fahrens für die Volkswagen-Konzerngruppe.

## Positionen
- Vorstandsmitglied VDE GMM (2011–2013)[4]

## Auszeichnungen
- UNI-Das ADAS-Award[5]